# Meißenheim
Meißenheim település Németországban, azon belül Baden-Württembergben. Lakosainak száma 4096 fő (2023. december 31.). Meißenheim Erstein községgel határos.

## Népesség
A település népessége az elmúlt években az alábbi módon változott:
| Lakosok száma | 3182 | 3163 | 3227 | 3076 | 3003 | 3476 | 3578 | 3678 | 3754 | 4096 |
|               | 1961 | 1967 | 1974 | 1980 | 1987 | 1993 | 2000 | 2006 | 2013 | 2023 |